# Myxodesmus lobatus
Myxodesmus lobatus är en mångfotingart som beskrevs av Cook 1896. Myxodesmus lobatus ingår i släktet Myxodesmus och familjen fingerdubbelfotingar. Inga underarter finns listade i Catalogue of Life.